# Мужчины (фильм, 1950)
«Мужчины» (англ. The Men) — кинофильм режиссёра Фреда Циннемана, вышедший на экраны в 1950 году. Актёрский кинодебют Марлона Брандо.

## Сюжет
В результате ранения на фронте лейтенант Кен Вильчек получает паралич нижних конечностей. Надежды на выздоровление практически нет, что вызывает у больного жестокую депрессию. Надеясь как-то развеять тяжёлые мысли Кена, доктор Брок переводит его в палату, где обитает большая компания бывших солдат с аналогичными травмами. Тем временем в больнице появляется Эллен, бывшая невеста Кена, отвергнутая им после ранения. Она оказывается достаточно настойчивой, чтобы перебороть пессимизм своего жениха, и вскоре вместе с доктором ей удается пробудить в молодом человеке желание жить…

## В ролях
- Марлон Брандо — Кен
- Тереза Райт — Эллен
- Эверетт Слоун — доктор Брок
- Джек Уэбб — Норман
- Ричард Эрдман — Лео
- Артур Хурадо — Анхель
- Вирджиния Фармер — сестра Роббинс
- Дороти Три — мать Эллен
- Говард Сент-Джон — отец Эллен
- Вирджиния Кристин — жена пациента на лекции (в титрах не указана)

## Награды и номинации
- 1950 — попадание в десятку лучших фильмов года по версии Национального совета кинокритиков США.
- 1951 — номинация на премию «Оскар» за лучший сценарий (Карл Форман).
- 1951 — номинация на премию BAFTA за лучший фильм.
- 1951 — премия Гильдии сценаристов США за лучший сценарий, обращающийся к проблемам американской жизни (Карл Форман), а также номинация в категории «лучшая американская драма».
- 1952 — премия «Юсси» лучшему зарубежному актёру (Марлон Брандо).